# Plasa Chilia Nouă, județul Ismail
Plasa Chilia Nouă din județul Ismail din România interbelică avea, în anul 1930, 21 localități:

## Localitățile plășii
1. Aprodul Purice
2. Baccialia
3. Borisovca
4. Caramahmet
5. Caracica
6. Chitai
7. Cișmele
8. Damianovca
9. Dracula
10. Dumitrești
11. Enichioi
12. Eschipolos
13. Furmanca
14. Galilești
15. Jibrieni
16. Nerușai
17. Niculești
18. Parapora
19. Pomazan
20. Regele-Ferdinand
21. Spasca
22. Vâlcov